# Démons 3
Pour les articles homonymes, voir Démon.
Pour plus de détails, voir Fiche technique et Distribution.
Démons 3, également connu sous le titre anglais Black Demons (titre original : Noite Maldita - Dèmoni 3) est un film italien réalisé par Umberto Lenzi, sorti en 1991. 
Tourné au Brésil avec un petit budget, le film n'a malgré son titre rien à voir avec la série inaugurée par Démons de Lamberto Bava et Dario Argento dans les années 1980.

## Synopsis
Trois étudiants, Kevin, Jessica et leur demi-frère Dick, superstitieux et psychologiquement instable, parcourent le continent sud-américain pour le compte d'une maison de disques afin d'enregistrer des rythmes de samba rares. Lors d'un séjour au Brésil, l'imprudent Dick, qui nourrit une passion pour l'occultisme, assiste à une cérémonie rituelle d'incantation vaudou qu'il enregistre secrètement sur un magnétophone. Sans le savoir, il devient ainsi un véhicule du mal. Lors des célébrations de l'ancien et mystérieux culte Macumba, le jeune homme voit des choses inquiétantes avant de perdre soudainement connaissance et de se réveiller dans sa chambre d'hôtel avec une amulette. Depuis, Dick souffre d'un malaise généralisé.
Le lendemain, les trois touristes entament un voyage de plusieurs heures en direction de Belo Horizonte, mais après un long trajet, ils tombent en panne à la suite d'une défaillance technique de leur véhicule tout-terrain. Quelques instants plus tard, José, qui apparaît par hasard, croise leur chemin avec son amie Sonia. Le couple local propose au trio de passer la nuit dans leur hacienda légendaire, une ancienne plantation de café, ce qu'ils acceptent avec reconnaissance. En entrant dans la ferme isolée, Dick est accueilli avec un regard méfiant par Maria, la gouvernante afro-brésilienne, qui croit reconnaître en lui quelque chose de malsain : un instrument sans volonté de la magie noire.
La nuit suivante, Dick, apathique, se glisse hors de la maison pour examiner son enregistrement. Dans le cimetière situé au milieu de la jungle, il passe malencontreusement la bande audio, ce qui fait ressurgir six anciens esclaves de la plantation, torturés à mort, qui ont été tués et enterrés ici. Dès lors, les habitants de la maison sont harcelés par des morts-vivants torturés qui veulent se venger dans le sang de six tortionnaires blancs. Ils tuent d'abord de manière extrêmement brutale Sonia, qui ne se doute de rien, suivie par la louche Maria, qui avait auparavant tenté en vain de repousser le mal. Lorsque José est blessé par un cadavre vivant, les apparitions des personnages en partie armés se multiplient. Kevin et Jessica doutent au début de l'existence de telles créatures, mais luttent bientôt pour leur survie.
Jessica enregistre avec un décalage temporel que Dick est possédé par une force maléfique qui le pousse même à devenir le meurtrier involontaire de José. Alors que le nombre de vivants continue à se réduire, Kevin prévoit d'utiliser de simples bombes incendiaires contre les monstres et de ne pas trépasser sans se battre. À la fin du film, Dick vient en aide à sa sœur harcelée par les esclaves. Dans une mêlée, il est mortellement blessé et tous les combats s'arrêtent. Kevin et Jessica quittent l'endroit et retournent à la civilisation.

## Fiche technique
- Titre original : Demoni 3 Noite Maldita - Dèmoni 3
- Titre français : Démons 3 ou Black Demons[1],[2]
- Réalisation : Umberto Lenzi
- Scénario : Umberto Lenzi et Olga Pehar
- Producteur : Giuseppe Gargiulo
- Photographie : Maurizio Dell'Orco
- Musique : Franco Micalizzi
- Pays d'origine :  Italie
- Format : Couleurs
- Genre : horreur et fantastique
- Durée : 88 minutes
- Dates de sortie : 
  - Italie : 25 mars 1991

## Distribution
- Keith Van Hoven : Kevin
- Joe Balogh : Dick
- Sonia Curtis : Jessica
- Philip Murray : Jose
- Juliana Teixeira : Sonia
- Maria Alves (pt) : Maria
- Cléa Simões (pt) : la nourrice

## Accueil critique
« Ce petit naveton très cheap et ringard avance aussi lentement que ses zombies craignos réveillés par une malédiction vaudou [...] Le savoir-faire du réalisateur permet d'éviter le gros navet mais on l'a connu infiniment plus inspiré. »

— Critique de Nanarland